# Carl Schaefer (Politiker)
Carl Schaefer (* 27. September 1887 in Schorndorf; † 15. August 1970 in Ludwigsburg) war ein deutscher Arzt, Unternehmer und Politiker (FDP/DVP). Von 1946 bis 1952 war er Mitglied des Landtags von Württemberg-Baden und von 1950 bis 1952 dessen Vizepräsident. Von 1952 bis 1956 war er Mitglied des Landtags von Baden-Württemberg.

## Leben und Beruf
Carl Schaefer studierte Medizin an den Universitäten Tübingen, Kiel, München und Heidelberg und schloss mit Promotion zum Dr. med. ab. Während seines Studiums wurde er 1907 Mitglied der Landsmannschaft Ghibellinia Tübingen. Er arbeitete anschließend als Arzt und war von 1914 bis 1918 Chefarzt der chirurgischen Abteilung des Bezirkskrankenhauses Ludwigsburg. Nach seiner Eheschließung mit Anna Barth übernahm er 1919 die Leitung eines Ludwigsburger Familienunternehmens, der 1890 gegründeten Eisengießerei G. W. Barth. 1928 wurde er deren Alleininhaber.
Er war Präsident der Industrie- und Handelskammer in Ludwigsburg, Vorsitzender des Gießerei-Verbandes Württemberg-Baden und des Verbandes der württembergisch-badischen Metall-Industrie. Außerdem war er Präsident der Arbeitsgemeinschaft der Industrie- und Handelskammern in Württemberg-Baden. Er war auch Mitglied (Mitgliedsnummer 20346) des Vereins Deutscher Ingenieure (VDI).

## Politik
Schaefer war vor 1933 Mitglied im Ludwigsburger Gemeinderat. Er gründete 1945 zusammen mit Wilhelm Rath den Kreisverband der DVP in Ludwigsburg, gehörte erneut dem Gemeinderat an und war gleichzeitig Kreistagsmitglied des Kreises Ludwigsburg. 1946 war er Mitglied der Vorläufigen Volksvertretung für Württemberg-Baden und der Verfassunggebenden Landesversammlung Württemberg-Badens. Im Anschluss wurde er in den Landtag von Württemberg-Baden gewählt, dem er bis 1952 angehörte. Von 1950 bis 1952 amtierte er als Vizepräsident des Landtages. Nach der Gründung des „Südweststaates“ war er von 1952 bis 1956 Mitglied der Verfassunggebenden Landesversammlung bzw. des Landtages von Baden-Württemberg.

## Ehrungen
- 1950: Ehrenbürgerschaft der Stadt Ludwigsburg[5]
- 1952: Verdienstkreuz (Steckkreuz) der Bundesrepublik Deutschland
- 1954: Großes Verdienstkreuz der Bundesrepublik Deutschland[3]
- Ehrensenator der Technischen Hochschule Stuttgart
- Ehrensenator der Technischen Hochschule Karlsruhe
- Benennung der Carl-Schaefer-Schule in Ludwigsburg

## Veröffentlichung
- Über einen Fall von familiärer Makromastie. Medizinische Dissertation an der Universität Heidelberg 1914. Schorndorf 1913, DNB 571156142.